# Републикански път III-7008
Републикански път IIІ-7008 е третокласен път, част от Републиканската пътна мрежа на България, преминаващ изцяло по територията на Ямболска област. Дължината му е 32,7 km.
Пътят се отклонява надясно при 298,1 km на Републикански път I-7 в най-източната част на град Елхово, минава през центъра на града, пресича река Тунджа и се насочва на запад през Елховското поле. Преминава през селата Изгрев и Пчела, след което се изкачва по южните склонове на Манастирските възвишения. Минава през селата Малък манастир и Голям манастир, пресича югозападната, ниска част на възвишенията, преминава през село Генерал Тошево, слиза в най-източната част на Горнотракийската низина и в източната част на село Скалица се свързва с Републикански път III-536 при неговия 32,6 km.
| Пътища, отклоняващи се надясно (населено място, № на пътя, посока на пътя) | km   | Пътища, отклоняващи се наляво (посока на пътя, № на пътя, населено място) |
| -------------------------------------------------------------------------- | ---- | ------------------------------------------------------------------------- |
| Община Елхово, I-7, 298,1 km, гр. Елхово →                                 | 0,0  | → гр. Елхово, 298,1 km, I-7, Община Елхово                                |
| (за с. Трънково) общински път ←                                            | 2,3  |                                                                           |
| с. Изгрев                                                                  | 5    | с. Изгрев                                                                 |
| с. Пчела                                                                   | 10,3 | с. Пчела                                                                  |
| с. Малък манастир                                                          | 16,3 | с. Малък манастир                                                         |
| Община Тунджа                                                              | 20   | Община Тунджа                                                             |
| (до с. Роза) III-7602, 20 km, с. Голям манастир ←                          | 22,2 | ← с. Голям манастир, 20 km, III-7602 ((от гр. Тополовград)                |
| с. Генерал Тошево                                                          | 27,1 | с. Генерал Тошево                                                         |
| (от гр. Ямбол) III-536, 32,6 km, с. Скалица →                              | 32,7 | → с. Скалица, 32,6 km, III-536 (до 125,1 km на II-55)                     |